# Lee Pei-chi
Lee Pei-chi (chinesisch 李珮琪, Pinyin Lǐ Pèiqí; * 16. Oktober 1994) ist eine taiwanische Tennisspielerin.

## Karriere
Lee spielt hauptsächlich Turniere auf der ITF Women’s World Tennis Tour, bei der sie bereits 11 Einzel- und 21 Doppeltitel gewinnen konnte. Beim Tenniswettbewerb der Asienspiele erreichte sie 2014 das Achtelfinale im Einzel. Beim OEC Taipei WTA Challenger 2015 stand sie mit ihrer Doppelpartnerin im Viertelfinale.
Auf der WTA Tour 2016 erhielt sie eine Wildcard für die Taiwan Open.
Im Jahr 2018 spielte Lee erstmals für die taiwanische Fed-Cup-Mannschaft; ihre Fed-Cup-Bilanz weist bislang 1 Sieg bei 3 Niederlagen aus.

## Turniersiege

### Einzel
| Nr. | Datum              | Turnier             | Kategorie   | Belag             | Finalgegnerin     | Ergebnis       |
| --- | ------------------ | ------------------- | ----------- | ----------------- | ----------------- | -------------- |
| 1.  | 12. Mai 2012       | Neu Delhi           | ITF $10.000 | Hartplatz         | Natasha Palha     | 6:4, 6:2       |
| 2.  | 13. Mai 2013       | Marathon            | ITF $10.000 | Hartplatz         | Marina Kačar      | 6:1, 7:5       |
| 3.  | 26. Mai 2013       | Marathon            | ITF $10.000 | Hartplatz         | Despoina Vogasari | 6:2, 6:3       |
| 4.  | 24. Mai 2015       | Tarakan             | ITF $10.000 | Hartplatz (Halle) | Rifanty Kahfiani  | 6:0, 6:1       |
| 5.  | 25. Juni 2017      | Taipeh              | ITF $15.000 | Hartplatz         | Haruka Kaji       | 3:6, 7:5, 6:2  |
| 6.  | 24. September 2017 | Scharm asch-Schaich | ITF $15.000 | Hartplatz         | Magali Kempen     | 7:63, 6:3      |
| 7.  | 8. Oktober 2017    | Scharm asch-Schaich | ITF $15.000 | Hartplatz         | Arlinda Rushiti   | 6:0, 6:3       |
| 8.  | 10. November 2019  | Scharm asch-Schaich | ITF W15     | Hartplatz         | Melanie Klaffner  | 6:2, 2:6, 6:2  |
| 9.  | 17. November 2019  | Scharm asch-Schaich | ITF W15     | Hartplatz         | Martina Přádová   | 6:4, 7:63      |
| 10. | 24. November 2019  | Scharm asch-Schaich | ITF W15     | Hartplatz         | Anna Morgina      | 6:2, 6:4       |
| 11. | 3. April 2022      | Scharm asch-Schaich | ITF W15     | Hartplatz         | Lee Ya-hsuan      | 6:4, 6:76, 6:3 |

### Doppel
| Nr. | Datum             | Turnier             | Kategorie   | Belag             | Partnerin          | Finalgegnerinnen                       | Ergebnis          |
| --- | ----------------- | ------------------- | ----------- | ----------------- | ------------------ | -------------------------------------- | ----------------- |
| 1.  | 21. Juni 2014     | Taipei              | ITF $10.000 | Hartplatz         | Kao Shao-yuan      | Mai Minokoshi Akiko Omae               | 6:1, 6:4          |
| 2.  | 18. April 2015    | Iraklio             | ITF $10.000 | Hartplatz         | Sharrmadaa Baluu   | Tamara Čurović Aryna Sabalenka         | 4:6, 6:3, [10:2]  |
| 3.  | 23. Mai 2015      | Tarakan             | ITF $10.000 | Hartplatz (Halle) | Hirono Watanabe    | Ashmitha Easwaramurthi Yu Yuanyi       | 5:7, 6:1, [10:6]  |
| 4.  | 27. Juni 2015     | Kaohsiung           | ITF $10.000 | Hartplatz         | Hirono Watanabe    | Lee Ya-hsuan Pai Ya                    | 6:3, 7:5          |
| 5.  | 11. März 2016     | Nanjing             | ITF $10.000 | Hartplatz         | Zhang Ying         | Xun Fangying Zhao Di                   | 6:2, 7:5          |
| 6.  | 25. Juni 2016     | Kaohsiung           | ITF $10.000 | Hartplatz         | Chien Pei-ju       | Cho I-hsuan Lee Hua-chen               | 7:5, 6:2          |
| 7.  | 10. Dezember 2016 | Kairo               | ITF $10.000 | Sand              | Inês Murta         | Lisa-Marie Mätschke Kerstin Peckl      | 6:1, 6:0          |
| 8.  | 2. September 2017 | Yeongwol            | ITF $15.000 | Hartplatz         | Kim Na-ri          | Choi Ji-hee Kang Seo-kyung             | 6:2, 6:2          |
| 9.  | 9. September 2017 | Yeongwol            | ITF $15.000 | Hartplatz         | Kim Na-ri          | Kim Dabin Lee So-ra                    | 6:1, 7:5          |
| 10. | 10. März 2018     | Scharm asch-Schaich | ITF $15.000 | Hartplatz         | Julija Hatouka     | Laura-Ioana Andrei Julia Terziyska     | 4:6, 7:65, [10:8] |
| 11. | 22. Juni 2018     | Hongkong            | ITF $25.000 | Hartplatz         | Jessy Rompies      | Victoria Muntean Pranjala Yadlapalli   | 6:3, 6:4          |
| 12. | 13. Juli 2018     | Nonthaburi          | ITF $25.000 | Hartplatz         | Robu Kajitani      | Guo Hanyu Peangtarn Plipuech           | 6:4, 6:2          |
| 13. | 26. Januar 2019   | Plantation          | ITF W25     | Sand              | Hsieh Yu-chieh     | Wolha Hawarzowa Jada Robinson          | 6:1, 6:4          |
| 14. | 9. Juni 2019      | Daegu               | ITF W25     | Hartplatz         | Hsieh Yu-chieh     | Choi Ji-hee Han Na-lae                 | 6:3, 7:65         |
| 15. | 9. November 2019  | Scharm asch-Schaich | ITF W15     | Hartplatz         | Ana Bianca Mihăilă | Aleksandra Pitak Katarzyna Pitak       | 6:2, 6:4          |
| 16. | 21. Dezember 2019 | Navi Mumbai         | ITF W25     | Hartplatz         | Wu Fang-hsien      | Olga Doroschina Schalimar Talbi        | 6:2, 6:2          |
| 17. | 19. Februar 2022  | Scharm asch-Schaich | ITF W15     | Hartplatz         | Lee Ya-hsin        | Laura Hietaranta Michaela Laki         | 6:2, 3:6, [10:7]  |
| 18. | 26. Februar 2022  | Scharm asch-Schaich | ITF W15     | Hartplatz         | Hiromi Abe         | Elena-Teodora Cadar Wong Hong-yi       | 5:7, 7:5, [10:2]  |
| 19. | 5. März 2022      | Scharm asch-Schaich | ITF W15     | Hartplatz         | Lee Ya-hsin        | Polina Jazenko Darja Schauha           | 6:3, 6:0          |
| 20. | 30. Juli 2022     | Nottingham          | ITF W25     | Hartplatz         | Wu Fang-hsien      | Jasmijn Gimbrère Isabelle Haverlag     | 6:3, 6:2          |
| 21. | 5. November 2022  | Jerusalem           | ITF W25     | Hartplatz         | Sopia Schapatawa   | Polina Kudermetowa Jekaterina Reingold | 6:2, 6:4          |